# Copa de la Reina de Baloncesto 2014
La Copa de la Reina 2014 corresponde a la 52.ª edición de dicho torneo. Se celebró los días 22 y 23 de febrero de 2014 en el Pabellón Polideportivo Jorge Garbajosa de Torrejón de Ardoz.
Se clasificaron para disputarla los equipos de Rivas Ecópolis como conjunto anfitrión, Perfumerías Avenida, Gran Canaria 2014 y Beroil Ciudad de Burgos.
Perfumerías Avenida y Rivas Ecópolis ganaron sus respectivas semifinales y disputaron la final que acabó venciendo el conjunto salmantino por 69 a 67 tras la disputa de una prórroga. Angelica Robinson fue designada MVP de la competición.

## Cuadro
|  | Semifinales             | Semifinales             | Semifinales    |                |                     | Final               | Final         | Final         |  |
|  | 22 de febrero           | 22 de febrero           | 22 de febrero  |                |                     | 23 de febrero       | 23 de febrero | 23 de febrero |  |
|  |                         |                         |                |                |                     |                     |               |               |  |
|  |                         |                         |                |                |                     |                     |               |               |  |
|  | Perfumerías Avenida     | Perfumerías Avenida     | 66             |                |                     |                     |               |               |  |
|  | Perfumerías Avenida     | Perfumerías Avenida     | 66             |                |                     |                     |               |               |  |
|  | Gran Canaria 2014       | Gran Canaria 2014       | 58             |                |                     |                     |               |               |  |
|  | Gran Canaria 2014       | Gran Canaria 2014       | 58             |                | Perfumerías Avenida | Perfumerías Avenida | 69            |               |  |
|  |                         |                         |                |                | Perfumerías Avenida | Perfumerías Avenida | 69            |               |  |
|  |                         |                         | Rivas Ecópolis | Rivas Ecópolis | 67                  |                     |               |               |  |
|  | Rivas Ecópolis          | Rivas Ecópolis          | Rivas Ecópolis | Rivas Ecópolis | 67                  | 65                  |               |               |  |
|  | Rivas Ecópolis          | Rivas Ecópolis          |                |                |                     | 65                  |               |               |  |
|  | Beroil Ciudad de Burgos | Beroil Ciudad de Burgos | 52             |                |                     |                     |               |               |  |
|  | Beroil Ciudad de Burgos | Beroil Ciudad de Burgos | 52             |                |                     |                     |               |               |  |
|  |                         |                         |                |                |                     |                     |               |               |  |

## Partidos

### Semifinales
| 22 de febrero de 2014 | Perfumerías Avenida                                     | 66–58                                 | Gran Canaria 2014                                  | Torrejón de Ardoz |  |
| 12:05                 | Parciales: 18–19, 13–12, 17–16, 18–11                   | Parciales: 18–19, 13–12, 17–16, 18–11 | Parciales: 18–19, 13–12, 17–16, 18–11              | |  |
|                       | Estadísticas Murphy 19 Robinson 13 Xargay 5 Robinson 23 | Reporte Pts Reb Asts Val              | Estadísticas Davis 17 Ndour 12 Chambers 5 Davis 19 | Pabellón: Pabellón Jorge Garbajosa Asistencia: 1,000 espectadores Árbitros: Terreros San Miguel, Quintas Álvarez Televisión: Teledeporte |  |

| 22 de febrero de 2014 | Rivas Ecópolis                                                                 | 65–52                                 | Beroil Ciudad de Burgos                                   | Torrejón de Ardoz |  |
| 17:00 (UTC+1)         | Parciales: 11–11, 21–10, 17–16, 16–15                                          | Parciales: 11–11, 21–10, 17–16, 16–15 | Parciales: 11–11, 21–10, 17–16, 16–15                     | |  |
|                       | Estadísticas Eldenbrink 15 Nicholls 11 cuatro jugadoras 3 Nicholls, Hassell 10 | Reporte Pts Reb Asts Val              | Estadísticas Elonu 16 Bahí 14 Argüello, Vilaró 3 Elonu 17 | Pabellón: Pabellón Jorge Garbajosa Asistencia: 2,000 espectadores Árbitros: Gómez López, Mas Cagide Televisión: FEBTv |  |

### Final
| 23 de febrero de 2014 | Perfumerías Avenida                                               | 69–67                               | Rivas Ecópolis                                            | Torrejón de Ardoz |  |
| 16:30                 | Parciales: 16–9, 8–16, 23–16, 14–20                               | Parciales: 16–9, 8–16, 23–16, 14–20 | Parciales: 16–9, 8–16, 23–16, 14–20                       | |  |
|                       | Estadísticas Murphy, Robinson 18 Robinson 11 Xargay 8 Robinson 24 | Reporte Pts Reb Asts Val            | Estadísticas Eldebrink 24 Nicholls 14 Ocete 7 Nicholls 23 | Pabellón: Pabellón Jorge Garbajosa Asistencia: 2,600 espectadores Árbitros: Morales Ruiz, Bravo Loroño Televisión: Teledeporte |  |

| Ganadoras de la Copa de la Reina 2014 |
| ------------------------------------- |
| Perfumerías Avenida 4º título         |